# بريناري باسق
بريناري باسق (الاسم العلمي:Parinari excelsa) هو نوع من النباتات يتبع جنس البريناري من فصيلة البلوطية الذهبية.